# Sovata
Sovata (en húngaro: Szováta) es una ciudad de Rumania en el distrito de Mureș.

## Geografía
Se encuentra a una altitud de 462 m s. n. m. a 321 km de la capital, Bucarest.

## Demografía
Según estimación 2012 contaba con una población de 8 166 habitantes. La mayoría es de origen húngaro.
| 1948 | 1956  | 1966  | 1977   | 1992   | 2002   | 2012  |
| s/d  | 6 498 | 7 582 | 10 482 | 12 112 | 11 614 | 8 166 |